# À tous les garçons : Pour toujours et à jamais
 (février 2021).
Si vous disposez d'ouvrages ou d'articles de référence ou si vous connaissez des sites web de qualité traitant du thème abordé ici, merci de compléter l'article en donnant les références utiles à sa vérifiabilité et en les liant à la section « Notes et références ».
Série
À tous les garçons : P.S. Je t'aime toujours
(2020)
Pour plus de détails, voir Fiche technique et Distribution.
À tous les garçons : Pour toujours et à jamais (To All the Boys: Always and Forever, Lara Jean) ou À tous les garçons que j'ai aimés 3[Où ?] est une comédie romantique américaine réalisée par Michael Fimognari et sortie en 2021 sur Netflix. Le scénario est inspiré du roman de Jenny Han P.S. Je t'aime toujours publié en 2015.
Dans le film, après un voyage en Corée du Sud avec sa famille, Lara Jean vit ses derniers instant au lycée avec ses amis et Peter. Mais des questions persistent dans la tête de Lara Jean, quelle université choisir ? Et surtout, que réserve l'avenir à Lara Jean et Peter ?
Le film est une suite de À tous les garçons : P.S. Je t'aime toujours sorti en 2020.

## Synopsis
Lara Jean Covey, accompagnée de ses sœurs Kitty et Margot, de son père Dan et de sa voisine Trina Rothschild, se rend à Séoul pour les vacances de printemps. Elle renoue avec le souvenir de sa mère en cherchant un cadenas que celle-ci avait laissé sur un pont en souvenir de son amour pour Dan, et parvient finalement à lire le message qui l'accompagnait, qui dit "pour le reste de ma vie". De retour à la maison, elle fait remarquer à son petit ami, Peter Kavinsky, qu'ils n'ont jamais eu de rendez-vous mignon, ce qui suscite l’incompréhension de Peter, qui se souvient très bien de leur première rencontre. Elle attend nerveusement le résultat de sa demande d'inscription à l'université de Stanford pour pouvoir aller à l'université avec Peter. Alors que la relation de Dan avec Trina devient plus sérieuse et que la famille commence à planifier leur prochain mariage, Lara Jean est acceptée dans ses écoles de sécurité, l'université de Californie, Berkeley et l'université de New York, mais elle est déçue lorsqu'elle est refusée à Stanford.
Elle est déçue lorsqu'elle est refusée à Stanford. Lara Jean penche d'abord pour Berkeley afin de vivre plus près de Peter, mais elle profite d'un voyage scolaire à New York pour se décider pour NYU. Elle explique sa décision à Peter, mais sa déception est palpable et il décide de rompre avec elle le soir du bal de fin d'année pour éviter ce qu'il considère comme la rupture inévitable d'une relation à distance. Respectant les souhaits de Lara Jean, Peter ne se rend pas au mariage de Dan et Trina ; il rencontre également son père, autrefois absent, pour un repas et choisit d'essayer de renouer le contact malgré les années d'absence. Après les festivités du mariage, Kitty complote avec Peter pour organiser une rencontre entre lui et Lara Jean sous la tente du mariage. Lara Jean trouve dans son album de fin d'année une lettre de Peter contenant le récit de leur première rencontre en sixième année et une proposition de contrat selon laquelle ils s'aimeront toujours malgré les 4 800 km qui séparent Stanford de NYU. Peter entre et lui demande de signer, ce à quoi elle consent avec joie. Le film se termine par une réflexion de Lara Jean sur le fait qu'elle doit se satisfaire de la relation qu'elle a avec Peter, malgré ce que disent les films et les stéréotypes sur les relations à distance. Elle reste optimiste et pense que la distance leur donnera l'occasion de continuer à s'écrire des lettres d'amour,.

## Fiche technique
Sauf indication contraire, les informations mentionnées dans cette section peuvent être confirmées par la base de données cinématographiques IMDb,  présente dans la section « Liens externes ».
- Titre original : To All the Boys: Always and Forever
- Titre français : À tous les garçons : Pour toujours et à jamais
- Réalisation : Michael Fimognari
- Scénario : Katie Lovejoy, d'après le roman de Jenny Han
- Musique : Joe Wong
- Direction artistique : Chris August
- Costumes : Lorraine Carson
- Photographie : Michael Fimognari
- Montage : Michelle Harrison, Joe Klotz, ACE et Tamara Meem
- Production : Matthew Kaplan
- Sociétés de production : Awesomeness Films
- Société de distribution : Netflix
- Pays d'origine :  États-Unis
- Langue originale : anglais
- Format : couleur - 1.78:1
- Genre : comédie romantique
- Durée : 115 minutes
- Dates de sortie :
  - Mondial : 12 février 2021 (sur Netflix)

## Distribution
Sauf indication contraire, les informations mentionnées dans cette section peuvent être confirmées par les bases de données cinématographiques IMDb et Allociné,  présentes dans la section « Liens externes ».
- Lana Condor (VF : Adeline Chetail) : Lara-Jean Song Covey, lycéenne et petite amie de Peter.
  - Momona Tamada : Lara-Jean jeune
- Noah Centineo (VF : Arnaud Laurent) : Peter Kavinsky, le petit ami de Lara Jean et un joueur de crosse populaire
- Janel Parrish (VF : Audrey Sablé) : Margot Song Covey, la grande sœur de Lara Jean, mature et responsable, qui va à l'université en Écosse.
- Anna Cathcart (VF : Lila Lacombe) : Katherine « Kitty » Song Covey, la petite sœur espiègle de Lara Jean qui a permis à Peter et elle de se rencontrer.
- Ross Butler (VF : Benjamin Gasquet) :  Trevor Pike, l'ami de Peter et de Lara Jean et le petit ami de Chris.
- Madeleine Arthur (VF : Geneviève Doang) : Christine « Chris », la cousine de Gen et la meilleure amie de Lara Jean (qui se fait appeler "Chris").
- Emilija Baranac (VF : Aurélie Konaté) : Genevieve « Gen », jolie fille populaire, ex-copine de Peter, et meilleure amie de Lara Jean devenue sa rivale (surnommée "Gen").
- Trezzo Mahoro (VF : Jean-Michel Vaubien) : Lucas James, un ami de Lara Jean, ainsi que l'un de ses anciens amours.
- Kelcey Mawema : Emily Nussbaum; lamie de GEN
- Sofia Black-D'Elia : Heather
- Henry Thomas : M. Kavinsky, le père de Peter
- Sarayu Rao (VF : Marie Chevalot) : Trina Rothschild
- John Corbett (VF : Jérôme Keen) : Dr. Dan Covey, le père de Lara Jean, gentil et protecteur.

Photos des acteurs
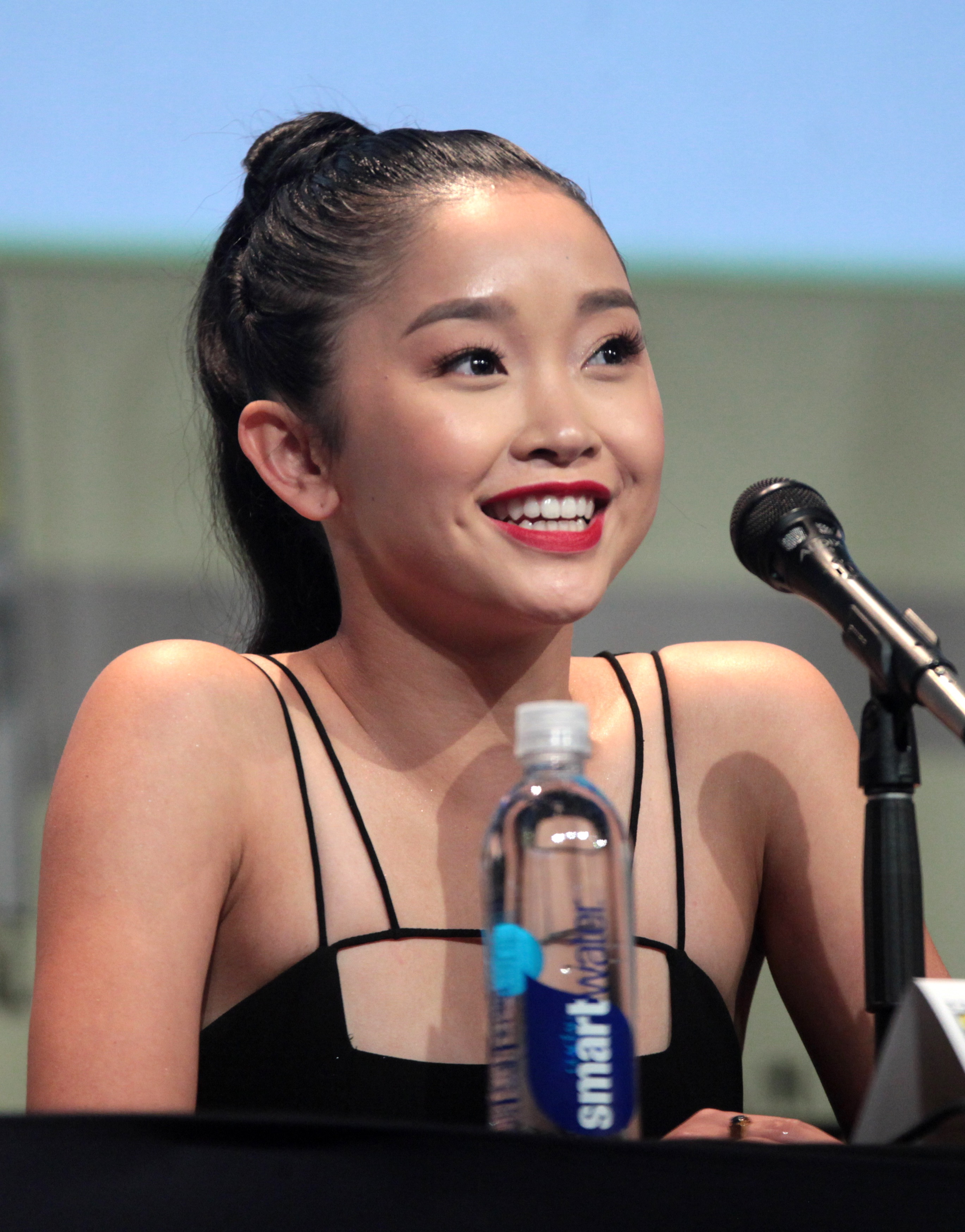
Lana Condor, interprète de Lara Jean Song-Covey
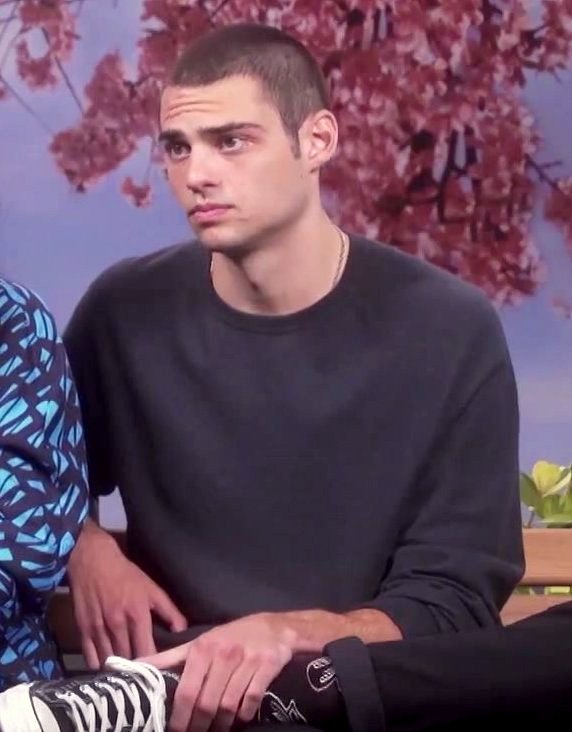
Noah Centineo, interprète de Peter Kavinsky
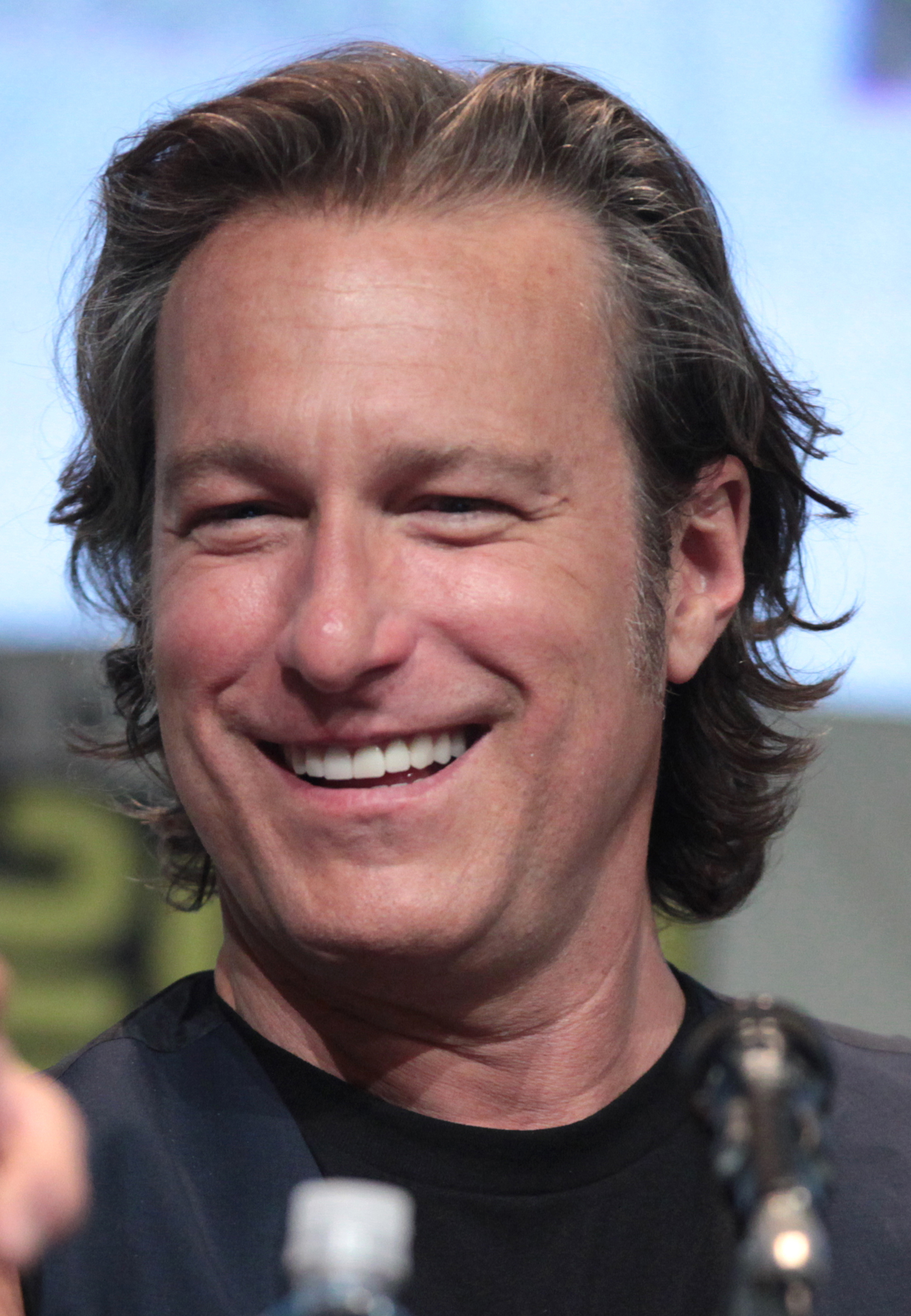
John Corbett, interprète du Dr. Dan Covey
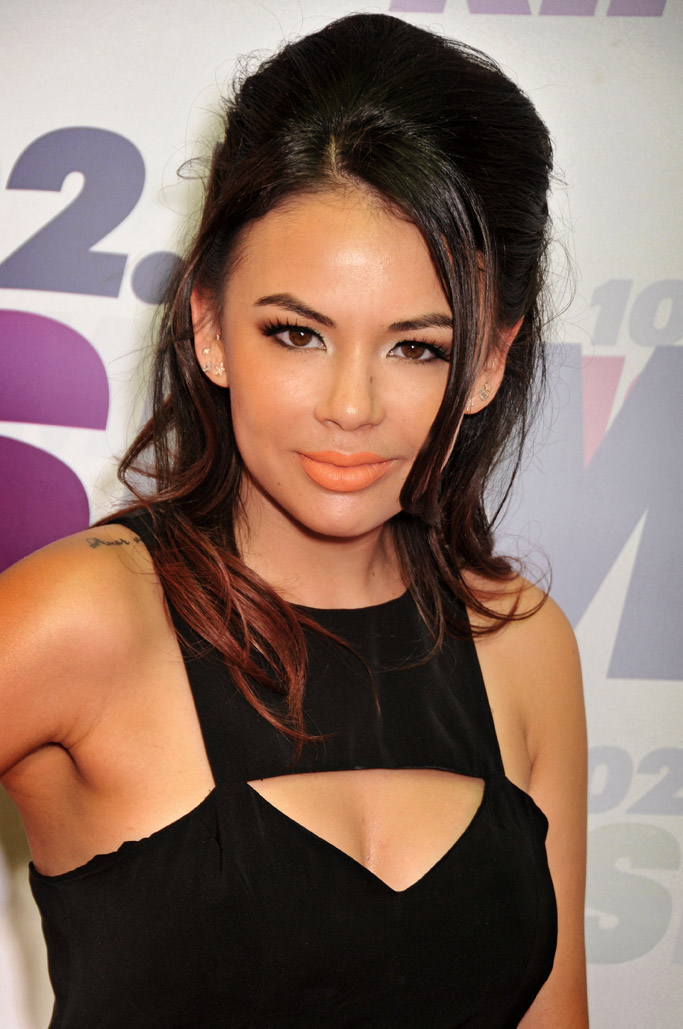
Janel Parrish, interprète de Margot Song-Covey

## Tournage
Le tournage du film se déroule à Vancouver au Canada . Comme pour les premiers films, les scènes au lycée sont tournées à la Point Grey Secondary School, une école de Vancouver. .

## Version française
- Société de doublage : Cinephase
- Direction artistique : Karl-Line Heller
- Adaptation des dialogues : Sandra Dumontier